# Чолт
Чолт (рум. Ciolt) — село у повіті Марамуреш в Румунії. Адміністративно підпорядковане місту Шомкута-Маре.
Село розташоване на відстані 393 км на північний захід від Бухареста, 20 км на південь від Бая-Маре, 79 км на північ від Клуж-Напоки.

## Населення
За даними перепису населення 2002 року у селі проживали 614 осіб, усі — румуни. Усі жителі села рідною мовою назвали румунську.